# كريس ألين
كريس ألين (بالإنجليزية: Chris Allen)‏ (و. 1972  م) هو لاعب كرة قدم، من المملكة المتحدة، ولد في أكسفورد، مركز لعبه هو لاعب وسط.

## روابط خارجية
- كريس ألين على موقع قاعدة بيانات كرة القدم.إي يو (الإنجليزية)
- كريس ألين على موقع Soccerbase.com (لاعب) (الإنجليزية)
- كريس ألين على موقع عالم كرة القدم.نت (الإنجليزية)